# ラリー・フリント (映画)
『ラリー・フリント』（原題: The People vs. Larry Flynt）は、ポルノ雑誌出版者・編集者のラリー・フリントの台頭と法廷闘争を描いた、ミロス・フォアマン監督による1996年のアメリカ合衆国の映画。ウディ・ハレルソン、コートニー・ラブ、エドワード・ノートンが主演した。
脚本はスコット・アレクサンダーとラリー・カラゼウスキーによって書かれた。フリントのケンタッキー州での貧しい生い立ちから、合衆国最高裁判所のハスラー・マガジン対ファルウェル事件に基づく、ジェリー・ファルエル牧師との法廷闘争までを網羅している。

## 物語
映画はケンタッキー州のアパラチア地域で弟のジミー（ライアン・ポスト）と共に密造酒を売り歩く、10歳のラリー・フリント（コーディ・ブロック）の描写に始まる。20年後、フリント（ウディ・ハレルソン）とジミー（ウディ・ハレルソンの実弟ブレット・ハレルソン）はシンシナティでハスラー・ゴーゴークラブを経営していた。経営が悪化し、フリントは客を呼び寄せるためにクラブで働いている女性のヌード写真満載の（「ハスラー」誌の前身と言える）「PR誌」の発行を決意する。PR誌はすぐに本格的な雑誌に発展したが、売上は芳しくなかった。女性器を露骨に見せる過激な内容に、店頭に置く事を躊躇する店も多かったのである。ハスラーが売上を伸ばしたのは、元ファーストレディ、ジャクリーン・ケネディ・オナシスのヌード写真を発表した後のことだった。
フリントは生粋の女好きであったが、特に彼のダンスクラブで働く元家出娘のストリッパー、アルシア・リージャー（コートニー・ラブ）に惚れ込んだ。アルシアとジミーの助けもあって、フリントはハスラーやその他の事業の売り上げで巨額の財産を築き上げた。彼の成功は当然のごとく多くの敵を呼び寄せた。彼は保守層や反ポルノ活動家の恰好の標的であった。フリントはいくつもの著名な訴訟事件に巻き込まれ、若く有能な弁護士アラン・アイザックマン（エドワード・ノートン）と友人になった。
フリントはシンシナティでわいせつ物販売の裁判に敗訴して収監されたが（ラリー・フリント本人が裁判長役でカメオ出演している。)、上訴審において刑期を免れた。彼の長い法廷闘争の日々の始まりである。彼は出版の自由を訴える活動家を前に有名な演説を行なう（これは映画の根底を流れる主要なテーマの1つである）。「殺人は違法だが、その殺人現場を写真に撮れば『ニューズウィーク』の表紙を飾れるかも知れないし、ピューリッツァー賞だって夢じゃない。対してセックスは合法で、皆するのは大好きなのに、男女のセックスを写真にしたり女性の裸を撮ると刑務所に入れられる可能性がある。」
著名なキリスト教伝道者にしてジミー・カーター大統領の妹、ルース・カーター・ステイプルトン（ドナ・ハノーヴァー）はフリントに会い、イエスに人生を捧げるよう説得した。フリントは心を動かされたように見え、ルースにより洗礼を受ける。新たに宗教がハスラー誌の内容も含めた彼の人生全てに影響を及ぼし始め、スタッフやアルシアを苛立たさせた。
ジョージア州で別の裁判の係争中、裁判所の外を歩いていたフリントとアイザックマンは男にライフルで撃たれた。（連続殺人犯ジョゼフ・ポール・フランクリンは、ハスラーが異人種間の性行為の写真を掲載したので、フリントを撃ったと主張しているが、彼の主張が真実であるかどうかは不明である。）アイザックは回復したが、フリントは下半身が麻痺した。もう女も抱けないと知り、死んでいれば良かったのにと思ったフリントは、それ以降は神を信じる事をやめた。アルシアはハスラー誌からあらゆるキリスト教の影響を徹底的に排斥させた。フリントは疼痛のためにビバリーヒルズに転居し、重度の鬱病と薬物使用に陥っていった。同時期にアルシアはフリントの痛み止めの薬物に手を出し始め、遂には鎮痛剤とモルヒネの中毒になった。
フリントは疼痛を和らげるために手術を受け、その結果活力を取り戻したように感じた。彼は出版界に復帰したが、直ちに再び裁判所に呼び出され、麻薬取引のビデオテープに関して情報源を提供するように要求された。彼の法廷での奇行は増大し続け、アイザックマンを解雇し、判事にオレンジを投げつけ、情報源を明かす事を拒否し続けた。フリントは精神病院に送られ、再び鬱状態に陥った。フリントの不在中、アルシアとジミーがハスラーを運営した。ハスラーは著名な福音主義の牧師、ジェリー・ファルエル（リチャード・ポール）が「童貞喪失について告白し」、母親との近親相姦について語っている風刺的なパロディ広告を掲載した。ファルエルは、名誉毀損と精神的苦痛を受けたとして訴えを起こした。フリントは著作権侵害（ファルエルが彼の広告をコピーして後援者に配布したため）で逆告訴した。裁判はマスコミの注目を集めた。陪審は名誉毀損の部分は無視し、フリントが精神的苦痛を与えた点で有罪であるという評決を下した。
1983年までにアルシアはHIVに感染し、末期のエイズにまで進行した。ある夜ふらふらになって浴室に向かうアルシアを見送ったフリントは、しばらく経って浴室のドアからお湯が漏れてきているのに気付く。慌てて車椅子で浴室に向かった彼は、浴槽に沈み溺死しているアルシアを発見した（不明確ではあるが、オーバードースの結果と思われる）。最愛の人を失い、フリントはアイザックマンに合衆国最高裁判所にファルエルの件を上訴するよう迫った。アイザックマンは拒絶し、フリントの法廷での奇矯な態度が自分を辱めると告げた。フリントは「何か意義のあるもののために記憶されていたいんだ」と訴え、彼に嘆願した。アイザックマンは同意し、最高裁判所において「精神的苦痛」の判決について反論をした。この訴訟事件をマスコミは「神と悪魔の対決」と呼んだ。フリントが法廷で別人のように大人しくしている中、アイザックマンの熱弁は聴衆の心を動かし、遂に満場一致で当初の評決は覆った。
フリントの勝利を告げるアイザックマンからの電話を受けた時、彼は健康だった当時のアルシアの古いテープを切なげに見つめていた。画面の中のアルシアは笑う。「バカね、あたしはババァになんかならないのよ。老いぼれてジジィになるのはあんたの方だわ。」

## キャスト
役名 - 俳優（ソフト版日本語吹き替え）
- ラリー・フリント - ウディ・ハレルソン（安原義人）
- アルシア・リージャー - コートニー・ラブ（岡本麻弥）
- アラン・アイザックマン - エドワード・ノートン（平田広明）
- ジミー・フリント - ブレット・ハレルソン（山路和弘）
- ルース・カーター・ステイプルトン - ドナ・ハノーヴァー（寺内よりえ）
- チャールズ・キーティング - ジェームズ・クロムウェル（山野史人）
- アーロ - クリスピン・グローヴァー（梅津秀行）
- チェスター - ヴィンセント・スキャヴェリ（麻生智久）
- マイルズ - マイルズ・チャピン（田原アルノ）
- サイモン・レイ - ジェームズ・カーヴィル
- ジェリー・ファルエル - リチャード・ポール（緒方賢一）
- ロイ・グラットマン - バート・ニューボーン
- 暗殺者 - ヤン・トジースカ
- 10歳のラリー・フリント - コーディ・ブロック
- 8歳のジミー・フリント - ライアン・ポスト
- カメラマン - リチャード・ダドリー
- スチール・カメラマン - スティーブン・デュプリー
- モリッシー裁判長 - ラリー・フリント（宝亀克寿）
- その他の日本語吹き替え：藤生聖子／仲野裕／水野龍司／島香裕／大川透／堀川仁／塚田正昭／石波義人／石井隆夫／佐藤しのぶ／木附久美子／幸田夏穂／服部真季

## 評価と受賞
映画は評論家からは好評で、Rotten Tomatoesの批評メーターによれば、87%の好意的なレビューが寄せられている。著名な評論家からは100%好意的に受け入れられた。『ローリング・ストーン』誌、『USAトゥデイ』紙、『ニューズデー』紙（Newsday）は1996年最高の映画であると喝采を送った。

### 受賞
- 1997年 ゴールデングローブ賞 監督賞：ミロス・フォアマン[4]
- 1997年 ゴールデングローブ賞 脚本賞：スコット・アレキサンダー[4]
- 1997年 ベルリン国際映画祭 金熊賞：ミロス・フォアマン[5]
- 1997年 ヨーロッパ映画賞 世界的功績賞：ミロス・フォアマン[6]
- 1996年 ニューヨーク映画批評家協会賞 助演女優賞：コートニー・ラブ[7]
- 1996年 ロサンゼルス映画批評家協会賞 助演男優賞：エドワード・ノートン[8]
- 1996年 ボストン映画批評家協会賞 助演男優賞：エドワード・ノートン（『真実の行方』と『世界中がアイ・ラヴ・ユー』の演技も併せての受賞）[9]
- 1996年 ボストン映画批評家協会賞 助演女優賞：コートニー・ラブ[9]
- 1996年 シカゴ映画批評家協会賞 有望男優賞：エドワード・ノートン（『真実の行方』も併せての受賞）[10]
- 1996年 シカゴ映画批評家協会賞 有望女優賞：コートニー・ラブ[10]

### ノミネート
- 1996年 アカデミー賞 監督賞：ミロス・フォアマン[11]
- 1996年 アカデミー賞 主演男優賞：ウディ・ハレルソン[11]
- 1997年 ゴールデングローブ賞 作品賞（ドラマ部門）[4]
- 1997年 ゴールデングローブ賞 主演女優賞（ドラマ部門）：コートニー・ラブ[4]
- 1997年 ゴールデングローブ賞 主演男優賞（ドラマ部門）：ウディ・ハレルソン[4]

## 脚色による改変
- 脚本家はフリントの多くの弁護団をエドワード・ノートンが演じた1人の弁護士に凝縮することにより、図式を単純化した。最高裁判所でフリントを擁護した実在の弁護士に基づき、ノートンの役にはアラン・アイザックマンという名前が与えられたが、アイザックマンは1978年のフリント銃撃事件で負傷した弁護士とは別人であり、実際には事件の起こったジョージア州ローレンスヴィルに拠点を置くジーン・リーヴズ・Jrであった。映画では銃撃の直前に大規模な報道陣に追跡されるフリントと弁護士を描写しているが、実際には2人は昼食をとるために裁判所の近くを2人だけで歩いていた。フリントの裁判は、当時はひんぱんに起こる日常茶飯事であったので、彼らはさほどマスコミの注目を集めていなかったのである。
- フリントがアルシアと結婚する以前の3人の妻に関しては全く触れられていない。
- 映画ではフリントはアルシアと彼のシンシナティのクラブで出会っているが、実際には彼はオハイオ州に複数のクラブを所有しており、彼女がコロンバスで働いていた時に2人は出会っている。
- 映画の中ではフリントは疼痛を和らげる1回の手術で完全に苦痛から解放されているが、実際は3回手術を受けている。1994年の最終的な手術の後、彼は完全に疼痛から解放された。
- 下半身が麻痺する前に生まれた、フリントの5人の子供たちについての言及は全く無い。
- 映画ではフリントは「PLAYBOY」誌を読んで雑誌を始める決意をするが、実際は投資の失敗で破産寸前に追い込まれたため、現金を集めるために雑誌を始めることにした。
- 映画内での彼の批判者は「モラル・マジョリティ」（Moral Majority）グループとキリスト教徒に限られているが、実際には彼はフェミニストによってしばしば非難されていた。
- 彼の政治のキャリアについては描かれていない。1984年、彼はロナルド・レーガンに対抗する共和党員としてアメリカ合衆国大統領に立候補している。実はフリントが大統領に立候補したと発表しているシーンは撮影されたものの、最終の編集版でカットされた。このシーンはスペシャル版DVDの特典映像として使われた。